# BOME
BOME（ボーメ）は日本の美少女フィギュア原型師。美少女キャラクターフィギュア造形というジャンルを開拓した先駆者として知られる。
大阪デザイナー専門学校・アニメーション学科出身。海洋堂所属。

## 人物・来歴
「BOME(ボーメ)」という名前は、常に帽子と眼鏡を着用していることから「ボウシメガネ」と呼ばれていたあだ名の略称である。
1980年代から美少女フィギュアの原型師として活動を行う。当時はまだ手法が確立されていなかった中でより原画に近く、繊細な表現を提示することで多くのファンを獲得した。
『新世紀エヴァンゲリオン』『うる星やつら』『セーラームーン』など、手がけた作品は高く評価され、国内外で個展が開催されている。また現代美術作家の村上隆とのコラボレーションも継続しており、2001年には「キング・オブ・オタク」としてフランス・カルティエ財団に招聘された。その他、ワンダーフェスティバルへの出展も果たしている。
2022年12月14日、卓越した造形技術により日本の現代文化の支え手として多大な貢献をしたという評価を受け、文化庁長官賞を受賞した。

## 文献
- レプリカント vol.2